# Shintarō Abe
Shintarō Abe (安倍 晋太郎?, Abe Shintarō; Tokyo, 29 aprile 1924 – Tokyo, 15 maggio 1991) è stato un politico giapponese.

## Biografia
Nato in una famiglia dell'alta borghesia della capitale, dopo avere conseguito il diploma si offrì volontario come kamikaze nella seconda guerra mondiale, ma non concluse in tempo la formazione necessaria. Rientrò nella capitale e si laureò nel 1949 in giurisprudenza. Divenne cronista politico per il quotidiano Mainichi Shinbun e si avvicinò alla politica attiva nella seconda metà degli anni Cinquanta.
Esponente di primo piano del Partito Liberal Democratico, ricoprì più volte l'incarico di ministro, dovendo poi allontanarsi nel 1988 dalla politica attiva a seguito del suo coinvolgimento nello scandalo Recruit.

## Vita privata
Figlio del politico Kan Abe, sposò Yoko Kishi, figlia del Primo ministro del Giappone Nobusuke Kishi. Dalla loro unione nacquero tre figli: Hironobu, Shinzō, più volte ministro e primo ministro e Nobuo Kishi, anch'egli futuro ministro, che venne affidato a parenti della madre in adozione.